# 波利什帕科韋
47°2′17″N 30°3′36″E / 47.03806°N 30.06000°E
波利什帕科韋（烏克蘭語：Полішпакове）是位於烏克蘭西南部的村莊，由敖德萨州羅茲季利納區的新博里西夫卡市鎮負責管轄。該村始建於1900年，面積1.43平方公里，海拔高度156米，2001年人口375，人口密度每平方公里262.24人。